# Самарта
Самарта (рос. Самарта) — село Окинського району, Бурятії Росії. Входить до складу Сільського поселення Сойотського.
Населення —  3 особи (2015 рік). 